# Sprudel (Trinkwasser)

Sichtbar kohlensäurehaltiges Wasser

Sprudel bzw. Selters bezeichnet umgangssprachlich kohlensäurehaltiges Trinkwasser. Umgangssprachlich gehört also auch Sodawasser zum Sprudel sowie Leitungswasser, das in Privathaushalten mit Trinkwassersprudlern mit Kohlensäure versetzt wurde. Als „Sprudel“ vermarktet werden dürfen allerdings nur Produkte auf der Basis von Mineralwasser.

## Rechtliche Definition
In Deutschland enthält die Mineral- und Tafelwasser-Verordnung eine Legaldefinition von Sprudel. Danach darf die Bezeichnung Sprudel für unter Kohlendioxidzusatz abgefülltes Mineralwasser verwendet werden. Ebenfalls darf die Bezeichnung für Säuerlinge benutzt werden, die aus einer natürlichen oder künstlich erschlossenen Quelle im Wesentlichen unter natürlichem Kohlensäuredruck hervorsprudeln.
In Österreich regelt die Mineralwasser- und Quellwasserverordnung. Sprudel kann als Bezeichnung für Säuerlinge verwendet werden, die unter natürlichem Gas oder hydrostatischem Druck hervortreten. Der Zusatz von Kohlendioxid zu einem Sprudel ist erlaubt.

## Zusammensetzung
Natürliches und künstlich hergestelltes kohlensäurehaltiges Wasser kann geringe Mengen an Natriumchlorid, Natriumcitrat, Natriumhydrogencarbonat, Kaliumhydrogencarbonat, Kaliumcitrat, Kaliumsulfat oder Natriumphosphat enthalten, abhängig vom Produkt. Diese Inhaltsstoffe kommen natürlicherweise in Mineralwassern vor, werden jedoch künstlich zu kommerziell hergestelltem Wasser mit Kohlensäure hinzugefügt, um einen natürlichen Geschmack zu imitieren und die durch Kohlenstoffdioxid entstehende Säure auszugleichen. In Wasser aufgelöst entsteht dadurch ein niedriger pH-Wert von 5–6. Durch die Kohlensäure sind Getränke länger haltbar. Das gelöste CO2 führt zu einer Senkung des pH-Wertes und macht es dadurch sauer. Dies verhindert das Wachstum von Bakterien. Wenn Sprudel immer noch Blasen aufweist, bedeutet dies auch, dass das Wasser ziemlich keimfrei ist. Stilles Wasser verdirbt durch Bakterienbefall deutlich schneller.

## Gesundheitliche Auswirkungen
Kohlensäurehaltiges Wasser alleine hat nach aktuellem Wissensstand nur geringe Auswirkungen auf die Gesundheit.
Kohlensäurehaltiges Wasser kann die Symptome des Reizdarmsyndroms, wie beispielsweise einen aufgeblähten Bauch sowie Blähungen aufgrund der Freisetzung von Kohlenstoffdioxid im Verdauungstrakt verschlechtern. Es scheint jedoch keine negativen Auswirkungen auf Gastroösophagealen Reflux zu haben. Allerdings gibt es Belege dafür, dass kohlensäurehaltiges Wasser sich bei Menschen, die einen Schlaganfall erlitten haben, positiv auf Obstipation auswirkt. Eine Studie aus dem Jahre 2002 fand heraus, dass kohlensäurehaltiges Wasser im Vergleich zu Leitungswasser sowohl die Indigestion als auch die Obstipation verbessert.
Eine Studie aus dem Jahr 2006 wurde zu dem Zweck durchgeführt, einen Zusammenhang zwischen dem Konsum kohlensäurehaltigen Wassers und geringerer Knochenmineraldichte aufzuweisen, konnte diese Hypothese jedoch nicht belegen.
Eine mit Ratten durchgeführte Studie aus dem Jahr 2017 fand heraus, dass die Kohlensäure in kohlensäurehaltigen Getränken die Ausschüttung des appetitanregenden Hormons Ghrelin auslöst und somit zu einer erhöhten Aufnahme von Nahrung führt, die unter anderem ursächlich für Übergewicht ist.

### Zahnschmelzerosionen
Obwohl kohlensäurehaltigen Wassers einen saureren pH-Wert als stilles Wasser aufweist, kann diese Säure teilweise vom menschlichen Speichel neutralisiert werden. Die Ergebnisse einer Studie zeigen, dass Mineralwasser mit Sprudel leicht erosiver für Zähne ist als stilles Mineralwasser, allerdings nur 1 % der Korrosionsfähigkeit von Softdrinks besitzt. Eine 2017 durchgeführte Studie von der American Dental Association zeigte, dass mehr als 100 Jahre täglichen Konsums von kohlensäurehaltigem Wasser notwendig sind, um menschlichen Zähnen Schaden zuzufügen. Dies trifft allerdings nicht zu, wenn dem Wasser Zucker oder künstliche Geschmacksstoffe hinzugefügt werden. Natürliche Aromen wirken sich hingegen minimal auf menschliche Zähne aus.